# Konstytucja Brazylii (1937)
Konstytucja Brazylii z 1937 roku – została uchwalona 10 listopada 1937.
Konstytucja nazywana jest też „polską”, ponieważ została zainspirowana polskim modelem Konstytucji kwietniowej, była niezwykle autorytarna i dała rządowi niemal nieograniczone uprawnienia. Została opracowana przez prawnika Francisco Camposa, nowego ministra sprawiedliwości i uzyskała aprobatę prezydenta Getúlio Vargasa i ministra wojny, gen. Eurico Gaspar Dutra.